# Ахметка
Ахме́тка (рос. Ахметка, башк. Әхмәт) — присілок у складі Гафурійського району Башкортостану, Росія. Входить до складу Табинської сільської ради.
Населення — 53 особи (2010; 84 в 2002).
Національний склад:
- росіяни — 48%
- чуваші — 38%